# Aappilattoq (Kujalleq)
Aappilattoq (del groenlandès 'anemone de mar' i conegut antigament com a Augpilagtoq) és un poblet de Groenlàndia que pertany a la municipalitat de Kujalleq. Tenia 131 habitants al cens del 2011.
Appilattoq té la seva pròpia església i una estació de bombers local que és operat pel departament de bombers de Nanortalik.

## Geografia
Aappilattoq es troba a l'est de Nanortalik, a uns 50 km al nord del Cap Farvel (el cap sud de Groenlàndia) i a prop d'alguns dels fiords més pintorescs del món, com els que es troben al llarg del Prins Christian Sund, un braç de mar de 100 km de llarg i 500 m d'amplada.

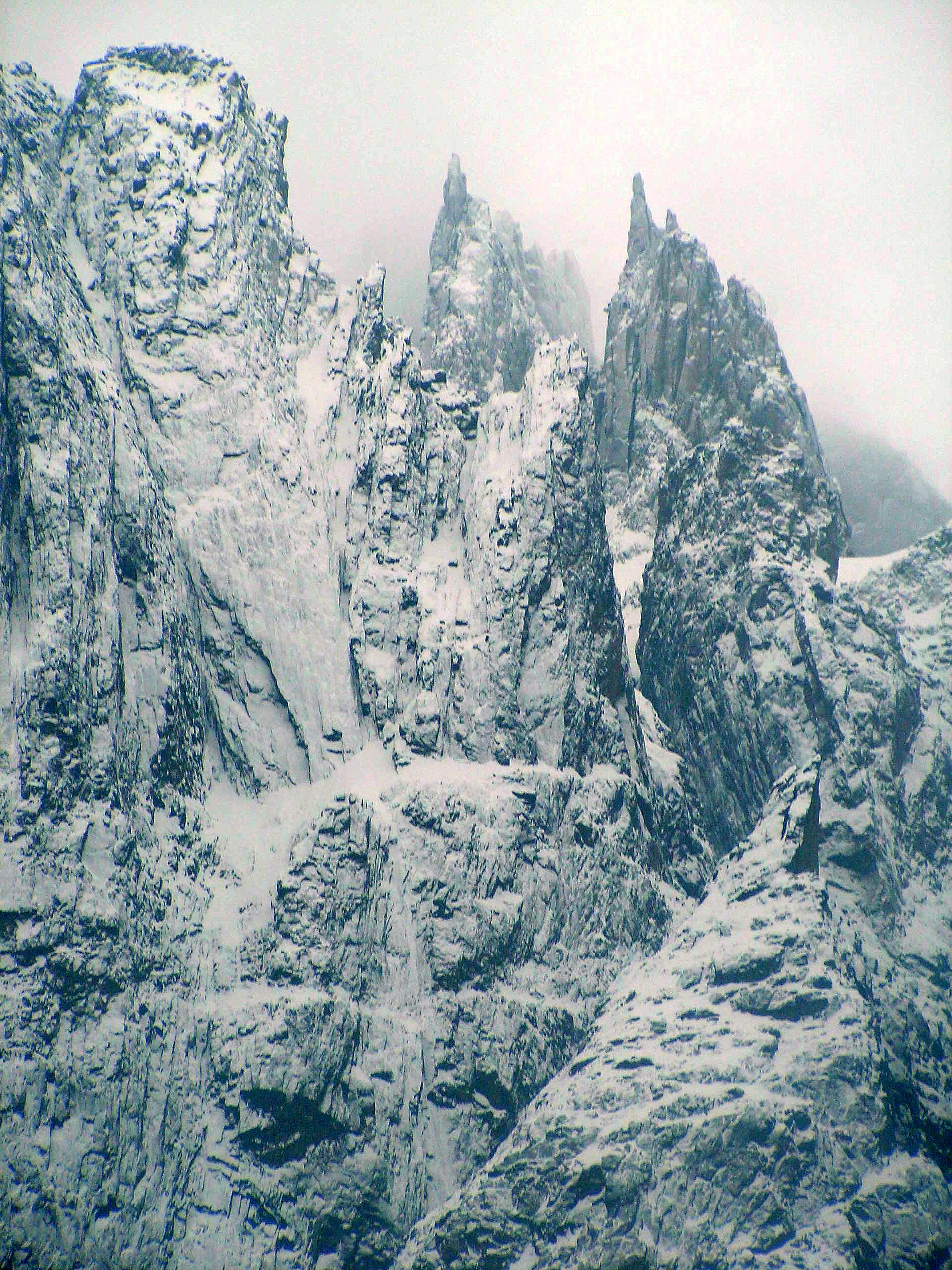
A diferència de la majoria dels altres cims de la zona, aquests pic de gairebé 2.000 m prop d'Aappilattoq és una glacera
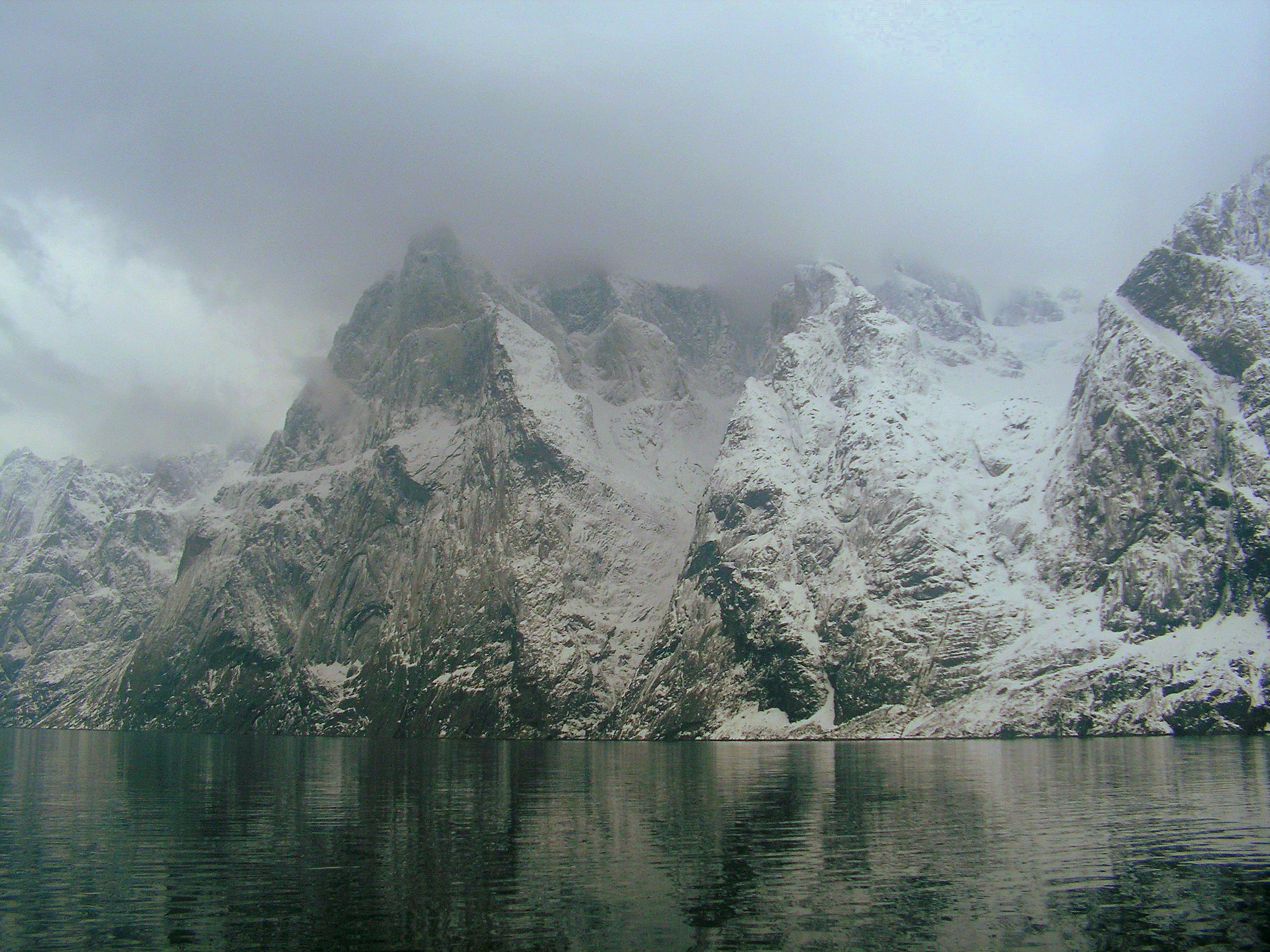
Les parets escarpades de roca dominen el paisatge prop d'Aappilattoq

## Història
L'àrea de Aappilattoq ha estat habitada des del segle xix, però el poble actual va ser fundat el 1922.

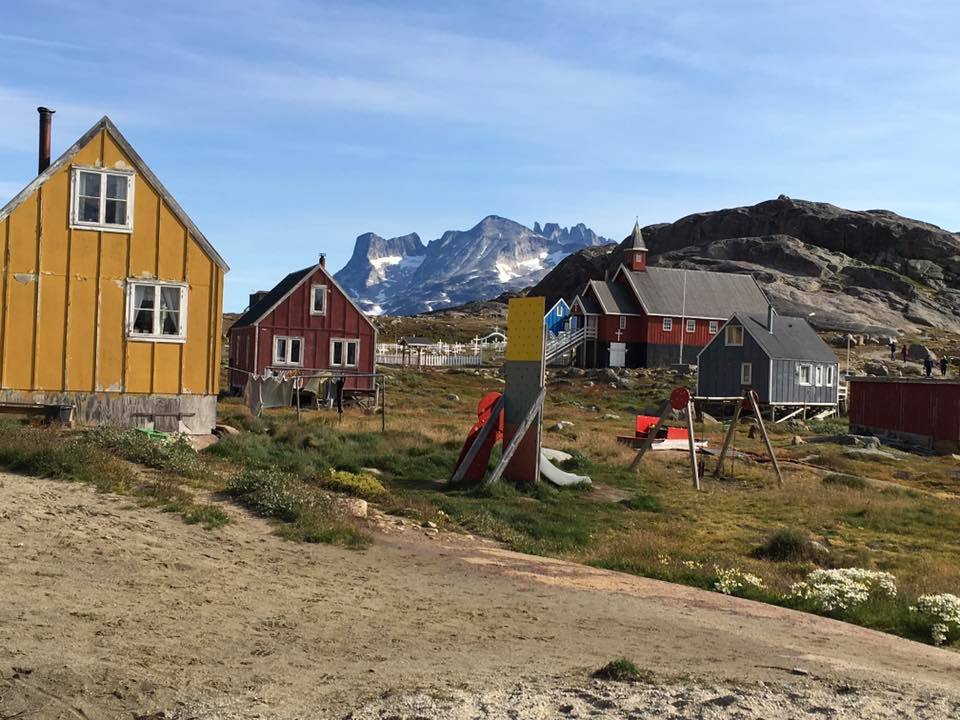
Vista des de la botiga cap a l'església
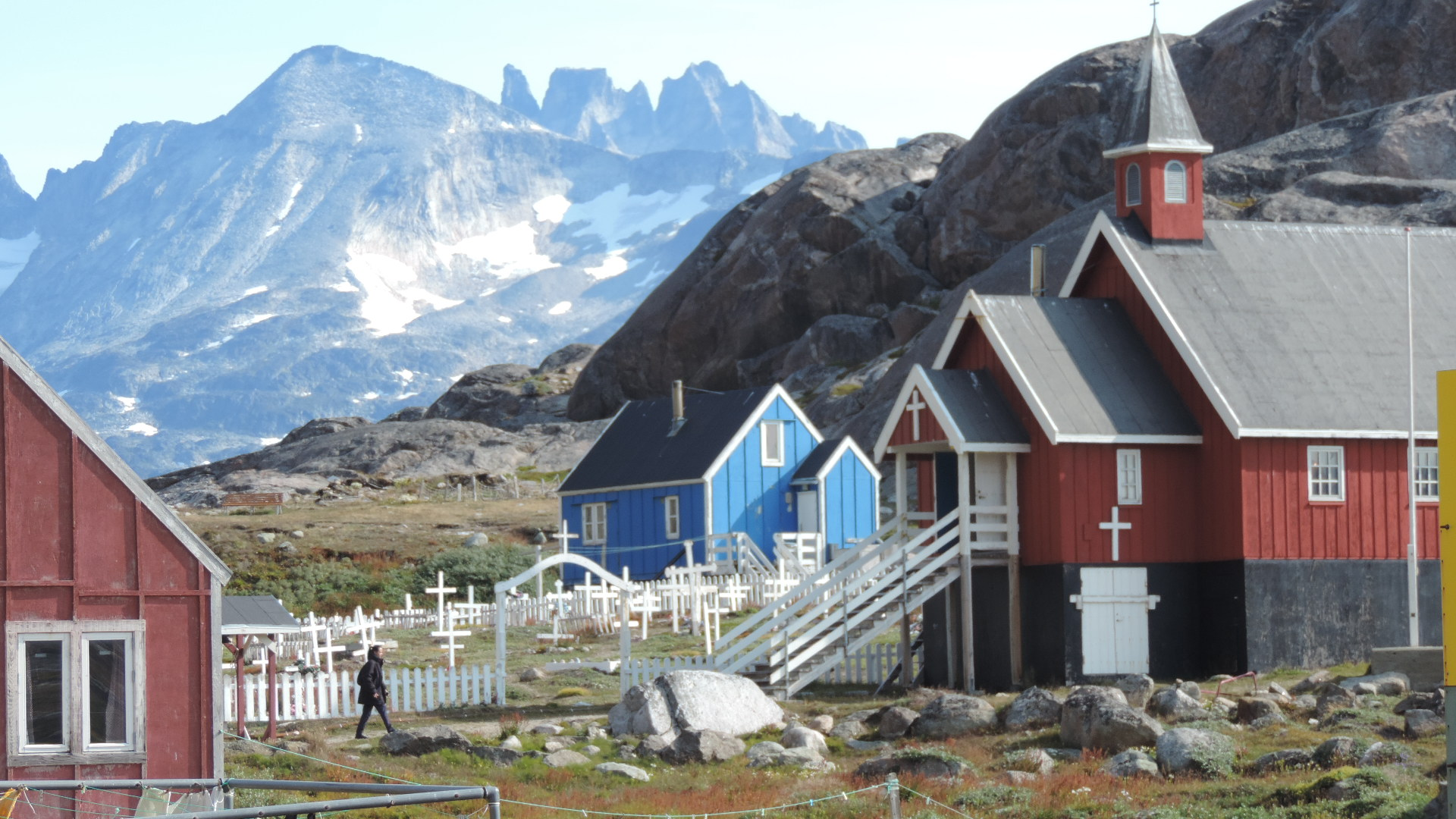
Església i cementiri, 2017
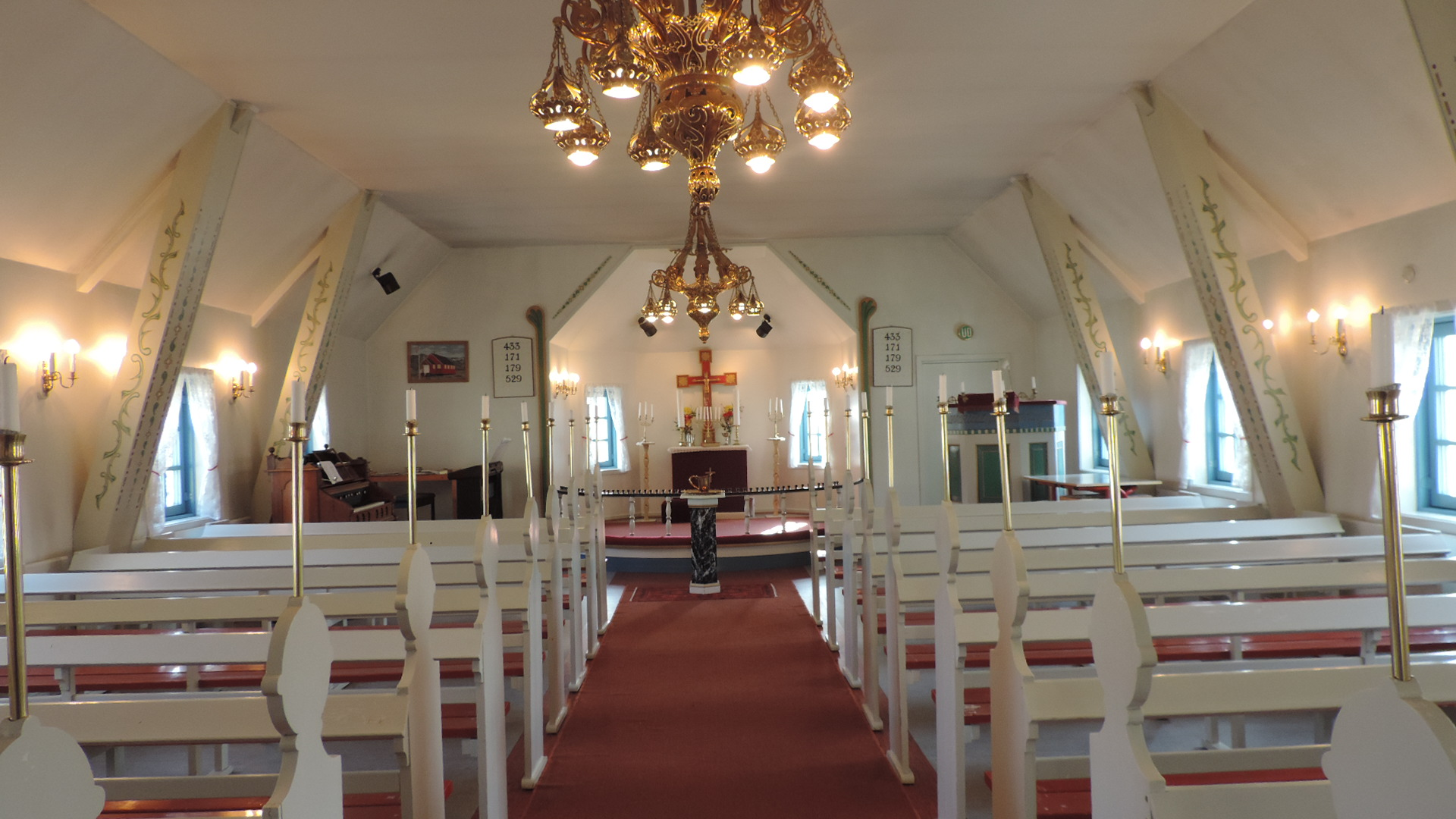
Interior de l'església, 2017

## Població
La majoria de les poblacions i assentaments del sud de Groenlàndia presenten uns patrons de creixement negatiu durant les últimes dues dècades, i molts assentaments s'han despoblat ràpidament.
L'edat mitjana de la població és 31,4 anys, la més baixa del municipi.

## Comunicacions
Les principals rutes de transport són per via aèria o marítima, ja que poble és pràcticament inaccessible per terra per la seva ubicació remota i degut a la regió muntanyosa dels voltants.
El poble disposa d'un heliport d'una pista de 20 metres (IATA: QUV; ICAO: BGAQ). L'heliport és operat per Air Greenland com a part del contracte amb el govern amb vols contractats pels pobles de la zona de Nanortalik. La majoria d'aquests vols són de transport de mercaderies i no s'ofereixen en el calendari, encara que es poden fer reserves amb antelació. La majoria d'aquests vols són de transport de mercaderies i no s'ofereixen en el calendari, encara que es pot fer reserves amb antelació. Els horaris de sortida d'aquests vols específics i variables segons les demandes locals d'un dia donat.
També hi ha un heliport amb el mateix nom situat al poble de Aappilattoq de la municipalitat de Qaasuitsup, al nord-oest de Groenlàndia.

## Clima
El clima predominant és l'anomenat clima de tundra. La classificació climàtica de Köppen és ET. La temperatura mitjana anual a Aappilattoq és de 0,1 °C.

## Activitats d'Aappilattoq

### Economia
Les principals ocupacions i fonts d'ingressos són la caça i la pesca.
La casa principal de serveis és administrat per la municipalitat de Kujalleq. També hi ha una botiga administrada pel KNI i un taller general reparacions.

### Educació
Hi ha una escola, «Jaajap atuarfia», que tenia 22 alumnes en el 2006.

### Turisme
Cada estiu, uns pocs creuers grans o molt grans passen per Aappilattoq durant l'itinerari pel fiord Prince Christian Sound.